# Guardaviñas
Los guardaviñas, chozas o chozos, son edificaciones rurales de piedra, de una sola planta, típicas de La Rioja y Rioja alavesa, casi siempre de forma circular y con una falsa cúpula. La mayoría de los que se conservan hoy en día fueron construidos en el siglo XIX, habiendo documentación más antigua que atestigua su existencia anterior. La mayor parte se encuentran en la Rioja Alta, en especial en Ábalos, Briones, San Asensio y San Vicente de la Sonsierra.

## Uso
Se utilizaban como refugio de agricultores de la vid y sus animales de labor ante las inclemencias del tiempo. También fueron usados por las instituciones de Guardas de Campo, para vigilar desde estos emplazamientos las cosechas.

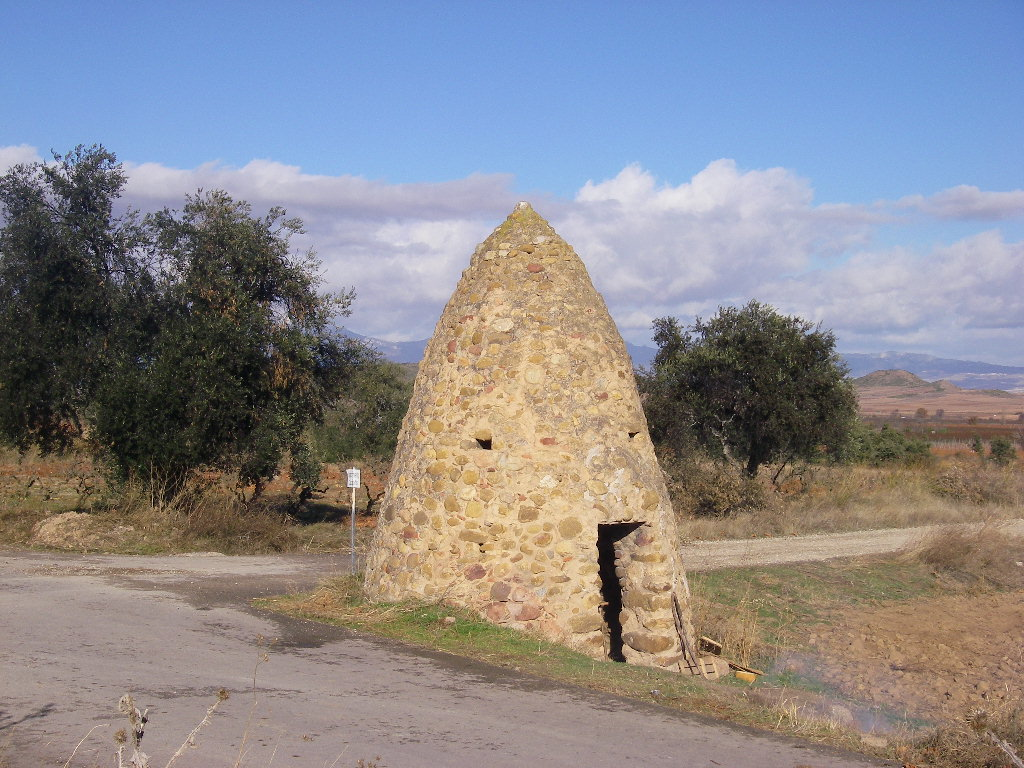
Chozo en el cruce de los caminos de Albelda y Sorzano.

## Arquitectura
La mayoría están construidos prácticamente en seco, con piedras colocadas con escasísimo aporte de argamasa.
Para levantarlos, se partía de un zócalo muy resistente en el que se iban colocando hileras de piedras casi siempre planas. Una vez colocadas piedras hasta una buena altura, se continuaba haciendo círculos de menor diámetro, hasta conseguir que se estrechase tanto el círculo que bastase con una sola piedra para cerrar el techo.

## Historia
La mayoría de los que se conservan en la actualidad tienen su origen en el siglo XIX. Sin embargo, existe documentación sobre la existencia de estas edificaciones en el siglo XVI, así como su tipología de construcción hace pensar un origen mucho más antiguo. La llegada de la filoxera a Francia en 1867 provocó que se tuviese que buscar otra zona de donde traer el vino a este país. Esto provocó el aumento de las ventas de vino en La Rioja y la introducción de nuevos métodos de elaboración traídos de Francia,  multiplicándose asimismo las construcciones asociadas como los chozos o guardaviñas. El chozo tradicional riojano tiene un muro de mampostería de piedra cubierto de una falsa cúpula del mismo material.

## Localización
En La Rioja se han localizado 68 construcciones de este tipo, y según Carlos Muntión, tienen noticias de otras 12 chozas, que han desaparecido en fechas no muy lejanas.